# 中華民國駐薩爾瓦多大使列表
本列表为中华民国驻萨尔瓦多历任大使名录。2018年斷交。

## 歷史
1933年，中華民國與薩爾瓦多建立領事級外交關係，由駐瓜地馬拉總領事兼理薩國。
1941年4月9日，升格公使級外交關係，由駐巴拿馬公使兼駐薩爾瓦多公使。
1957年7月17日，中華民國政府在聖薩爾瓦多設「駐薩爾瓦多共和國公使館」，並派專任公使。
1961年6月1日，中華民國政府將公使館升格為大使館。
2018年8月21日，薩爾瓦多與中華民國斷交。

## 歷任公使

### 中華民國驻薩爾瓦多公使（1941年－1961年）
| 姓名   | 管轄使館          | 到任       | 離任       | 外交衔级 | 外交职务     | 備註                      | 備註 |
| ------ | ----------------- | ---------- | ---------- | -------- | ------------ | ------------------------- | ---- |
| 沈觐鼎 | 駐 巴拿马公使館   | 未到任     |            | 公使     | 特命全权公使 |                           |      |
| 涂允檀 | 駐 巴拿马公使館   | 1944年1月  | 1948年4月  | 公使     | 特命全权公使 |                           |      |
| 郑震宇 | 駐 巴拿马公使館   | 未到任     |            | 公使     | 特命全权公使 |                           |      |
| 王季徵 | 駐 巴拿马公使館   | 1953年8月  | 1957年7月  | 公使     | 特命全权公使 | 1954年11月调驻 黎巴嫩公使 |      |
| 王季徵 | 駐 黎巴嫩公使館   | 1953年8月  | 1957年7月  | 公使     | 特命全权公使 |                           |      |
| 徐泽   | 駐 薩爾瓦多公使館 | 1957年7月  | 1958年11月 | 公使     | 特命全权公使 | 1957年7月设置公使馆       |      |
| 刘增华 | 駐 薩爾瓦多公使館 | 1958年11月 | 1961年1月  | 公使     | 特命全权公使 |                           |      |

## 歷任大使
1961年6月1日，公使館升格為大使館，公使刘增华升任大使。

### 中華民國驻薩爾瓦多大使（1961年－2018年）
| 姓名   | 到任           | 離任           | 外交衔级 | 外交职务     | 備註              | 備註 |
| ------ | -------------- | -------------- | -------- | ------------ | ----------------- | ---- |
| 刘增华 | 1961年6月      | 1964年8月      | 大使     | 特命全权大使 |                   |      |
| 江易生 | 1964年8月      | 1967年8月      | 大使     | 特命全权大使 |                   |      |
| 宓锡宠 | 1967年8月      | 1970年9月      | 大使     | 特命全权大使 |                   |      |
| 谢然之 | 1970年9月      | 1975年2月      | 大使     | 特命全权大使 |                   |      |
| 连战   | 1975年2月      | 1976年12月     | 大使     | 特命全权大使 |                   |      |
| 吴俊才 | 1976年12月     | 1978年2月      | 大使     | 特命全权大使 |                   |      |
| 罗友伦 | 1978年2月      | 1985年12月     | 大使     | 特命全权大使 |                   |      |
| 沈仁標 | 1985年12月     | 1996年12月     | 大使     | 特命全权大使 |                   |      |
| 顏秉璠 | 1997年3月14日  | 2001年6月15日  | 大使     | 特命全权大使 |                   |      |
| 侯平福 | 2001年8月8日   | 2005年1月4日   | 大使     | 特命全权大使 |                   |      |
| 侯清山 | 2005年1月10日  | 2006年8月18日  | 大使     | 特命全权大使 |                   |      |
| 廖世傑 | 2006年8月28日  | 2011年4月      | 大使     | 特命全权大使 |                   |      |
| 陳新東 | 2011年5月12日  | 2013年10月10日 | 大使     | 特命全权大使 |                   |      |
| 李新穎 | 2013年10月21日 | 2016年10月     | 大使     | 特命全权大使 |                   |      |
| 謝妙宏 | 2016年10月24日 | 2018年8月21日  | 大使     | 特命全权大使 | 2018年8月21日斷交 |      |